# Испытательный полигон Дагвэй
Испытательный полигон Дагвэй (англ. Dugway Proving Ground, DPG) — объект армии США, созданный в 1942 году для испытаний биологического и химического оружия.

## Место нахождения
Испытательный полигон Дагвэй расположен примерно в 85 милях (137 км) к юго-западу от Солт-Лейк-Сити, штат Юта, в южной части округа Туэле и к северу от округа Джуаб. Он охватывает 3 243,58 км² пустыни Большого Соленого озера и с трех сторон окружен горными хребтами. По данным переписи населения США 2010 года, на нем проживало 795 человек. Полигон находится в 21 км к югу от испытательного и тренировочного полигона Юты (англ. Utah Test and Training Range, UTTR) площадью 6796 км2, и вместе они образуют «самый большой блок наземного непрерывного воздушного пространства специального назначения».

## Миссия
Миссия полигона Дагвэй состоит в том, чтобы испытывать системы защиты от биологического и химического оружия в безопасной и изолированной среде. Полигон также служит в качестве объекта для тренировочных манёвров резерва армии США и Национальной гвардии США. Здесь проводят свои летные испытания Военно-воздушные силы США.

## История
В 1941 году военное руководство армии США приняло решение, что армии нужен испытательный центр. Была обследована западная часть США в поисках нового места для проведения испытаний, и весной 1942 года началось строительство испытательного полигона Дагвэй. Испытания начались летом 1942 года. Во время Второй мировой войны на полигоне Дагвэй испытывали отравляющие вещества, огнеметы, системы химического распыления, биологическое оружие, тактику подрыва бомб, противоядия от химических веществ и защитную одежду. В 1943 году были построены макеты поселений для отработки практики подрыва зажигательных бомб в домах.
Полигон Дагвэй постепенно начали выводить из эксплуатации после Второй мировой войны, а перестал он действовать в августе 1946 года.
Полигон был восстановлен во время Корейской войны, и в 1954 году он был определён как постоянный полигон Министерства армии. В октябре 1958 года сюда переместили химико-биологическую, радиологическую и ядерную школу армии США.
С 1985 по 1991 год на испытательном полигоне проходили обучения военнослужащих Школы рейнджеров.
В Дагвэе проводились испытания оружия массового уничтожения, в том числе 328 испытаний биологического оружия под открытым небом.

### «Убийство овец»
В марте 1968 года в Долине Черепов погибло 6 249 овец. При осмотре было обнаружено, что овцы были отравлены органическими фосфатами. Отравление овец совпало с несколькими испытаниями нервно-паралитического отравляющего вещества VX под открытым небом на полигоне. Армия так и не признала свою вину, но возместила владельцам фермы их убытки. Инцидент, совпавший с зарождением экологического движения и протестами против войны во Вьетнаме, вызвал бурю негодования в Юте и международном сообществе.

### Отправки сибирской язвы
В мае 2015 года выяснилось, что лаборатория Дагвэя непреднамеренно разослала живую бациллу сибирской язвы по всей стране. По данным Associated Press, лаборатории, получившие живые образцы, находились в Техасе, Мэриленде, Висконсине, Делавэре, Нью-Джерси, Теннесси, Нью-Йорке, Калифорнии и Виргинии.

## Зона 52 и НЛО
Уфологи предполагают, что из Зоны 51 в Дагвэй была передана информация, касающаяся  НЛО и физиологии пришельцев. Полигон называют Зоной 52, как и военный полигон Тонопа в Неваде.